# Barbadische Badmintonmeisterschaft 2013
Die Barbadische Badmintonmeisterschaft 2013 fand vom 27. bis zum 30. Juni 2013 im Sir Garfield Sobers Sports Complex in St. Michael statt.

## Medaillengewinner
| Disziplin    | Gold                                      | Silber                                      | Bronze                                       |
| ------------ | ----------------------------------------- | ------------------------------------------- | -------------------------------------------- |
| Herreneinzel | Bradley Michael St. Pilgrim               | Andre Padmore                               | Dakeil Thorpe                                |
| Herreneinzel | Bradley Michael St. Pilgrim               | Andre Padmore                               | Andrew Clarke                                |
| Dameneinzel  | Mariama Eastmond                          | Shari Hope                                  | Sabrina Scott                                |
| Dameneinzel  | Mariama Eastmond                          | Shari Hope                                  | Monyata Amanda Ang Riviera                   |
| Herrendoppel | Bradley Michael St. Pilgrim Dakeil Thorpe | Andre Padmore Kevin Wood                    | Derion Ramon Hurley D’Andre Thorpe           |
| Herrendoppel | Bradley Michael St. Pilgrim Dakeil Thorpe | Andre Padmore Kevin Wood                    | Greg Martin Padmore Nicholas C. Reifer       |
| Damendoppel  | Mariama Eastmond Shari Hope               | Monyata Amanda Ang Riviera Tamisha Williams | Amanda Dominique Haywood Sabrina Scott       |
| Mixed        | Kevin Wood Sabrina Scott                  | Dakeil Thorpe Mariama Eastmond              | Shae Michael Martin Amanda Dominique Haywood |
| Mixed        | Kevin Wood Sabrina Scott                  | Dakeil Thorpe Mariama Eastmond              | Jade Browne Monyata Amanda Ang Riviera       |